# Клинтон (Айова)
Клинтон (англ. Clinton) — город и административный центр одноимённого округа в Айове в Соединённых Штатах Америки на берегах реки Миссисипи.
Согласно переписи 2020 года, население города составило 24 469 человек, заметно уменьшившись с 2010 года (26 885).

## История
Колонист Джозеф Бартлетт в 1836 году назвал первое поселение здесь Нью-Йорком. Он в это время искал месторождения золота в этом районе.
Другой колонист Элайджа Буэлл основал рядом город Лион в 1837 году, в честь одноимённого города во Франции. Оба поселения быстро развивались и росли вместе с лесозаготовительной и железнодорожной промышленностью на протяжении XIX века и в 1895 году де-факто слились воедино.
В 1855 году компания «Iowa Land Company» строящая железную дорогу Чикаго—Айова—Небраска объявила о строительстве здесь моста через реку Миссисипи. Клинтон, наряду с городом Де-Уиттом (также расположенным в округе Клинтон), был назван владельцами компании в честь шестого губернатора Нью-Йорка, Девитта Клинтона.
Основанный 26 января 1857 года, Клинтон является важной составляющей Микрополитенского статистического ареала, которая граничит с округом Клинтон. В том же 1857 году был принят Устав города.

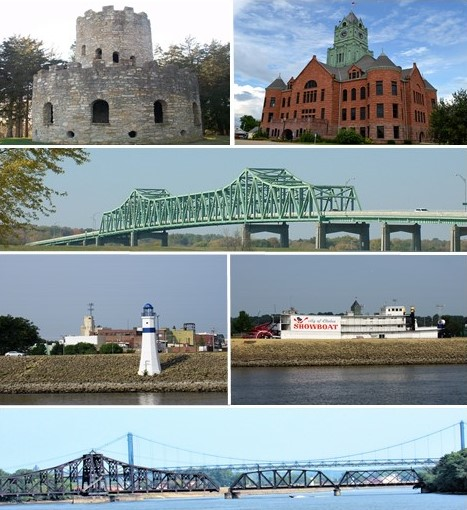
Достопримечательности города

В 1858 году в Клинтоне было основано женское образовательное учреждение Лион.
По мере продолжения строительства моста население Клинтона выросло до более чем 1000 человек. В 1859 году была завершена железнодорожная линия до Сидар-Рапидс. Пятьдесят лет спустя однопутный железнодорожный мост был заменен двухпутным, который был завершён в 1909 году.
К концу 1900 года северные леса были истощены, а многие лесопилки закрыты. Железная дорога и река, обеспечивающие экономичную транспортировку во всех направлениях, привлекли обрабатывающую отрасль и тяжелую промышленность. Город по-прежнему может похвастаться рядом великолепных викторианских особняков, построенных в то время. Среди них — Дом Джорджа М. Кертиса.
В 1965 году Миссисипи поднялась на 24,85 фута, фактически затопив Клинтон, а также многие другие города вдоль реки. Инженерный корпус армии США начал семилетний проект дамбы стоимостью 28,9 млн долларов. 8,1-мильная дамба, 4330 футов бетонной стены против наводнений, шесть насосных станций, семь заграждений, пять основных перекрестков улиц; 17 320 футов новой канализации; и 23 шлюзовых колодца были завершены и освящены в июне 1981 года.
В 2005 году Клинтон был удостоен одного из первых титулов Iowa Great Places (Золотые места Айовы). В рамках этой награды Клинтон получил ассигнования из государственного бюджета в размере 1 миллиона долларов на культурные и ландшафтные улучшения вдоль городской набережной.
В 2009 году компания Archer Daniels Midland начала строительство новой когенерационной установки в Клинтоне, что помимо экологической составляющей создало множество рабочих мест и повысило эффективность производства в энергоёмких отраслях.

## География
По данным Бюро переписи населения США, общая площадь города составляет 38,01 квадратных миль (98,45 км2), из которых 35,15 квадратных миль (91,04 км2) — это суша и 2,86 квадратных миль (7,41 км2) — вода.
Клинтон находится на западном берегу реки Миссисипи и является самым восточным городом в Айове. Национальный заповедник дикой природы и рыб Миссисипи проходит через Клинтон вдоль течения самой реки.
Бассейн реки Миссисипи выше шлюза и плотины № 13 — самая широкая часть реки, шириной 1,8 мили (2,9 км).